# Mogliano Rugby 1969 2018-2019

## Rosa
Fonte rosa e statistiche giocatori: It's Rugby

## TOP12 2018-19

### Stagione regolare
| Incontro                 | Andata | Ritorno |
| ------------------------ | ------ | ------- |
| Fiamme Oro — Mogliano    | 45-17  | 60-10   |
| Mogliano — Valsugana     | 17-5   | 13-26   |
| Rovigo — Mogliano        | 19-15  | 15-17   |
| Mogliano — Viadana       | 26-3   | 22-24   |
| Verona — Mogliano        | 8-34   | 20-21   |
| Mogliano — San Donà      | 26-15  | 14-43   |
| S.S. Lazio — Mogliano    | 22-33  | 22-28   |
| Mogliano — Petrarca      | 21-27  | 0-58    |
| Mogliano — Calvisano     | 23-32  | 0-34    |
| Reggio Emilia — Mogliano | 24-15  | 36-27   |
| Mogliano — I Medicei     | 3-8    | 50-0    |

#### Risultati della stagione regolare
| Posizione | G  | V | N | P  | PF  | PS  | DP   | B | Pt |
| --------- | -- | - | - | -- | --- | --- | ---- | - | -- |
| 9ª        | 22 | 7 | 0 | 15 | 392 | 556 | -164 | 9 | 37 |

## Coppa Italia 2018-19

### Prima fase

#### Girone 1
| Incontro             | Andata | Ritorno |
| -------------------- | ------ | ------- |
| Verona — Mogliano    | 48-7   | 28-29   |
| Mogliano — Valsugana | 12-21  | 49-19   |
| San Donà — Mogliano  | 27-19  | 10-19   |

#### Risultati del girone 1
| Posizione | G | V | N | P | PF  | PS  | DP  | B | Pt |
| --------- | - | - | - | - | --- | --- | --- | - | -- |
| 3ª        | 6 | 3 | 0 | 3 | 135 | 153 | -18 | 2 | 14 |